# Ehli-Nikal
Ehli-Nikal vagy Ehli-Nikkal (fEḫli-ni(-ik)-kal, i. e. 13. század) ugariti királyné, valószínűleg III. Hammurapi felesége. Talán II. Szuppiluliumasz hettita király leánya, így hettita királyi hercegnő. Származása és férje csak közvetett adatokból következtethető ki, mivel annyi ismert róla, hogy hettita hercegnőként feleségül ment egy ugariti királyhoz, akitől később elvált. Mivel a válási tárgyalásokat vezető és a férjnek adandó kompenzálást megállapító Talmi-Teszub karkemisi alkirály az i. e. 13. század végén kezdett uralkodni, a legvalószínűbb az utolsó ugariti király, III. Hammurapi személye, de akár III. Ammistamru is szóba jöhet, bár ő már öreg volt Talmi-Teszub első éveiben. Ehli-Nikal hettita hercegnőként lehetett Bentesina és Gasszulavijasz leánya is, mivel az amurrúi királynő is hettita hercegnő volt. A forrásokban szerepel Ammistamru válása Bentesina leányától, valamint Ehli-Nikal válása ugariti férjétől. A két esemény talán ugyanaz, talán nem. Az utóbbit erősíti az a körülmény, hogy Ammistamru válását I. Ini-Teszub alkirály vezette le, nem az utódja, Talmi-Teszub.
Ehli-Nikal életéről mindössze annyit tudni ezen felül, hogy később Habise királyához, Tanhuvataszához ment feleségül.

## Lásd még
- Hettita királynék listája
- Hettita királyok családfája